# Valentin Bauer
Valentin Christoph Bauer (Vienna, 13 aprile 1994) è un cestista austriaco.

## Palmarès
- Campionato austriaco: 1

Klosterneuburg: 2011-12
- Coppa d'Austria: 1

Klosterneuburg: 2013
- Supercoppa d'Austria: 1

Klosterneuburg: 2012